# چارلز استراوس
چارلز استراوس (انگلیسی: Charles Strouse؛ زادهٔ ۷ ژوئن ۱۹۲۸) موسیقی‌دان، ترانه‌سرا و آهنگساز اهل ایالات متحده آمریکا است. وی از سال ۱۹۵۹ میلادی تاکنون مشغول فعالیت بوده‌است.
از فیلم‌ها یا مجموعه‌های تلویزیونی که وی در آن‌ها نقش داشته‌است، می‌توان به همگی در خانواده، ایشتار، آنی، بگو چی می‌خوای، همه سگ‌ها به بهشت می‌روند، شبی که به مینسکی حمله کردند و بانی و کلاید اشاره نمود.